# Matt Sanchez
Matt Sanchez, né le 1er décembre 1970 à San José (Californie), est un militant conservateur, étudiant à l'université de Colombia à New-York, écrivain et un Marine américain.

## Biographie
Au début de 2007, il s’est plaint auprès de l’université Columbia pour le harcèlement qu’il a subi de la part d’autres étudiants qui l’ont traité de « tueur de bambins » car il était militaire. Depuis, il a été invité à plusieurs émissions télévisées pour en discuter. Francophone, « Matéo » a vécu à Montréal où il a appris le français en autodidacte.
En mars 2007, lors du banquet Ronald Reagan de la Conservative Political Action Conference, il a reçu le prix Jeane Kirkpatrick Academic Freedom Award pour son rôle très actif dans la lutte contre la discrimination subie par les militaires et les vétérans. À cette occasion, il est photographié aux côtés de la polémiste conservatrice Ann Coulter.
La polémique s’est accentuée quand sa participation au début des années 1990 à des films pornographiques de nature homosexuelle a été rendue publique. Il a joué dans plusieurs pornos gay, notamment Montreal Men Sous le nom de Pierre Labranche et Idol Country sous le nom de Rod Majors,.
En confirmant cette révélation, il s’est dit « désillusionné » du mouvement libéral et est devenu depuis conservateur.
En 2007, Matt Sanchez est parti en tant que correspondant de guerre, en Irak et Afghanistan, depuis son retour Sanchez écrit pour plusieurs journaux Américains, y compris Worldnetdaily, Human Events et la National Review.
En 2009, Sanchez passe à Foxnews.com dans la section « opinion ».

## Politique

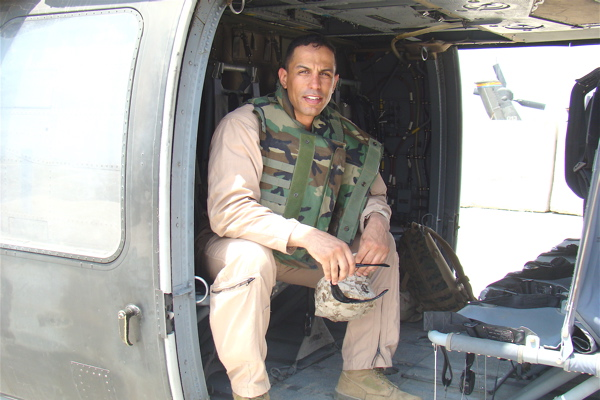
Matt Sanchez en Afghanistan

Matt Sanchez a été un vif critique de la politique du sénateur Barack Obama, candidat démocrate pour la presidence des États-Unis. Dans un article pour Worldnetdaily, Sanchez a déclaré que le sénateur avait un "problème gay". Pour Sanchez, les problèmes d'Obama face à l'homosexualité sont comparables à « une infection à staphylocoques résistant à des antibiotiques puissants ».
Entre 2008 et 2012, Matt Sanchez est devenu intervenant sur le plateau de TV5 Monde le programme de journalistes internationaux.